# Barberton (Afrique du Sud)
Pour les articles homonymes, voir Barberton.
Barberton est une ville de la province du Mpumalanga en Afrique du Sud. 
Elle fut fondée en 1880 à la suite de la ruée vers l'or dans cette région qui était alors située au Transvaal.

## Localisation
Barberton est située dans la "De Kaap Valley" entre les Montagnes Mkhonjwa, à 43 km au sud de Nelspruit et à 360 km à l'est de Johannesburg.

## Histoire
Le 20 juin 1883, Auguste Robert (surnommé French Bob), découvrit de l'or dans Concession Creek ; cette découverte entraina une ruée vers l'or dans le secteur. Le 24 juillet 1884 le township de Barberton fut instauré.

## Géologie
En géologie, Barberton est célèbre pour la ceinture de Barberton, une ceinture de roches vertes vieille de 3,3 Ga.